# Museo della Società di esecutori di pie disposizioni

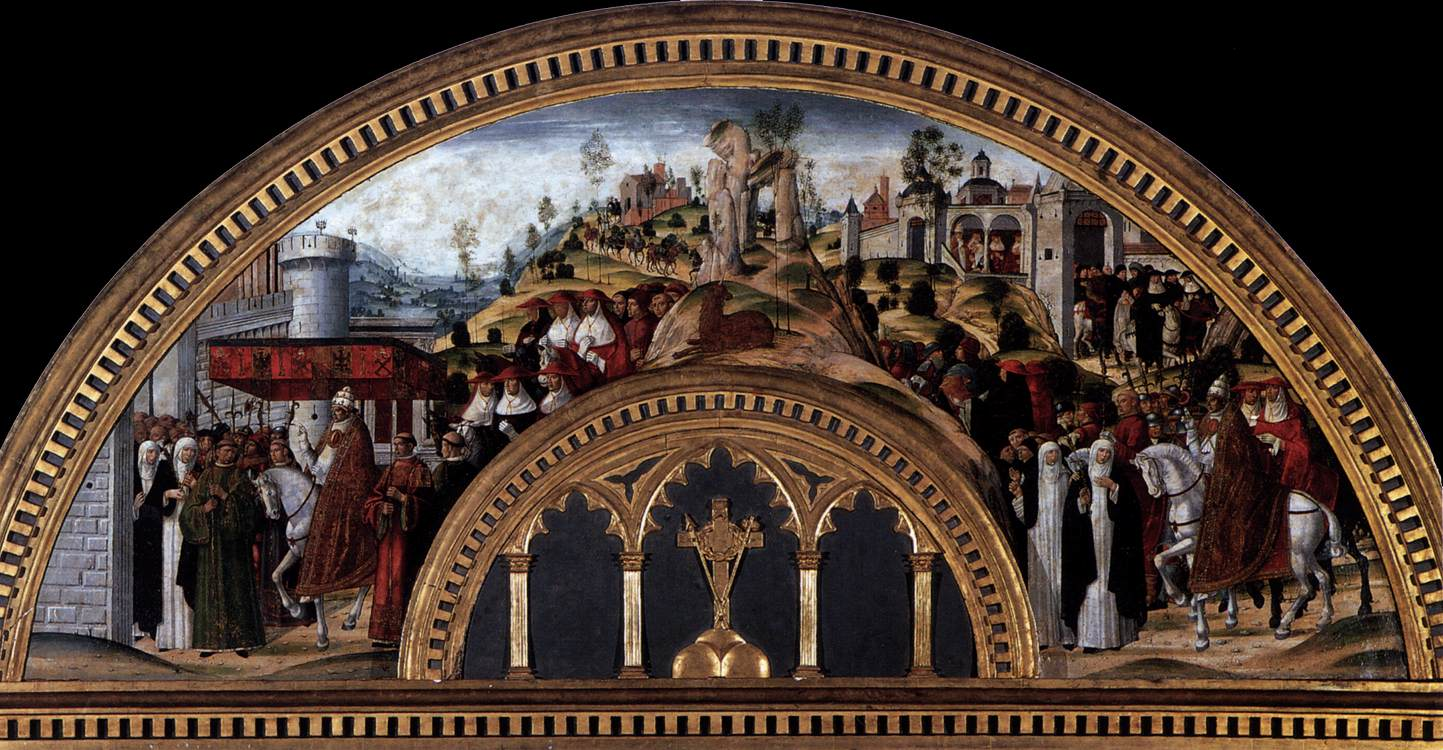
Girolamo di Benvenuto, Santa Caterina da Siena riconduce a Roma papa Gregorio XI

Il Museo della Società di esecutori di pie disposizioni si trova a Siena in via Roma n°71. È allestito in alcune sale dell'ex monastero di Santa Maria degli Angeli e fu fondato nel 1938. Nell'edificio dirimpetto, in via Roma 50, si trova il Museo Bologna-Buonsignori, visitabile negli stessi orari su richiesta.

## Descrizione
La maggior parte delle opere esposte provengono dalla Compagnia dei Disciplinati, fondata da san Bernardino da Siena.
La prima saletta ospita i saggi di studio della Fondazione Biringucci, tra cui opere di Paride Pascucci, Umberto Giunti, Dino Gragnoli e Cesare Maccari. Negli altri ambienti si incontrano le opere:
- Sacra Famiglia con san Giovannino del Sodoma
- Santa Caterina riconduce a Roma papa Gregorio XI, lunetta di Girolamo di Benvenuto
- Madonna col Bambino di Sano di Pietro
- Madonna col Bambino, angeli e santi, San Pietro, San Paolo, tavole di Niccolò di ser Sozzo
- Croce dipinta di Dietisalvi di Speme
- Madonna col Bambino e Sant'Eustachio, opere di Martino di Bartolomeo
- Cristo benedicente di Andrea Vanni
- Reliquiario trecentesco a forma di trittico, con vetri dorati e graffiti, su disegno di Niccolò di ser Sozzo o Lippo Vanni

Una parte dei beni della società è rimasto nella sua sede, nel complesso di Santa Maria della Scala.